# 석화촌
"석화촌"(石花村, 영어: Oyster Village)은 1972년 공개된 대한민국의 영화이다.

## 줄거리
굴 어업으로 생계를 이어가는 섬 마을에서 주민들은 다른 사람이 죽기 전까지는 죽은 사람의 영혼이 천국에 갈 수 없다고 믿는다. 별례의 아버지가 익사한 후, 그녀의 어머니는 자살한다. 별례는 그의 아버지가 별례의 어머니가 천국에 가는 것을 돕는다는 조건으로 병약한 남자와 결혼한다. 소설을 바탕으로 한다.

## 배역
- 윤정희
- 김희라
- 윤일봉
- 윤인자
- 김신재
- 이예춘

## 수상
- 1972년 제11회 대종상
  - 음악상 - 한상기
  - 녹음상 - 김병수
- 1972년 제9회 청룡영화상
  - 작품상 - 우진필림
  - 여우주연상 - 윤정희
  - 남우주연상 - 윤일봉
- 1973년 제9회 백상예술대상
  - 영화부문 최우수여자연기상 - 윤정희
  - 영화부문 기술상 - 박승배
- 1973년 제16회 부일영화상
  - 최우수작품상
  - 감독상 - 정진우
  - 남우주연상 - 김희라
  - 여우주연상 - 윤정희